# Poliziotto superpiù
Poliziotto superpiù è un film del 1980 diretto da Sergio Corbucci.
Il film è una commedia fantascientifica e poliziesca interpretato da Terence Hill, nel ruolo di un agente di polizia di Miami che acquisisce accidentalmente dei superpoteri. Pensata principalmente per il pubblico americano, la pellicola è stata trasmessa più volte dall'emittente televisiva statunitense HBO nel corso dei primi anni ottanta.

## Trama
La bellissima cantante Rosy Labouche arriva con un mazzo di fiori in un penitenziario di Miami dove l'agente di polizia Dave Speed sta per essere condannato a morte con la sedia elettrica e chiede alla guardia di far vedere questi fiori a Dave come prova del suo affetto.
Subito dopo quest'ultimo comincia a raccontare in flashback le sue vicende. A seguito di un'esplosione atomica in cui viene coinvolto, Dave acquista dei superpoteri e diventa, quindi, un poliziotto "superpiù" che utilizza questi poteri per il suo lavoro, catturando criminali e sventando rapine. Senza una ragione precisa, ogni tanto i superpoteri svaniscono e Dave ha degli incidenti in cui rischia la vita: dopo breve tempo, però, i superpoteri tornano e Dave guarisce all'istante da ogni ferita. Questi superpoteri mandano in collera il suo superiore, il sergente William Dunlop, e fanno naufragare la storia d'amore tra Dave ed Evelyne, la nipote di Willy; ella, infatti, ritiene che Dave sia più un robot che un uomo da quando ha assunto i superpoteri.
Dave inizia a cercare Silvius, un vecchietto che aveva avuto anche lui in passato dei superpoteri e da cui, perciò, il poliziotto potrebbe scoprire la causa per cui i suoi superpoteri ogni tanto svaniscono. Giunto in una catapecchia, trova tre loschi individui anch'essi alla ricerca di Silvius e, con i superpoteri, li mette fuori combattimento.
In seguito Dave si imbatte in una banda di falsari capeggiata da mister Torpedo, che è proprietario di una ditta di pesce congelato e che, in quel preciso momento, sta guidando il camion della ditta; quando però Dave, insieme a Willy, ferma il camion per controllarne il carico, egli trova solo i pesci congelati perché, evidentemente, i suoi superpoteri sono svaniti. Subito dopo, i superpoteri tornano e Dave scopre che Torpedo, quella sera, andrà a una festa in un locale cui ballerà Rosy Labouche e che ella sarà accompagnata da tre scagnozzi di Torpedo. Dave cerca di spaventare i tre scagnozzi mandando la loro auto a schiantarsi contro un'altra e multando, quindi, lo scagnozzo alla guida dell'auto; questo con la scusa di permettere a Dunlop di accompagnare Rosy al locale, dato che Willy la ammira e ne è da sempre innamorato.
Subito dopo. Dave scopre Silvius mentre sta scappando con la sua auto, inseguito proprio dagli scagnozzi di Torpedo che erano nella catapecchia: grazie ai superpoteri, il poliziotto mette ancora una volta gli scagnozzi fuori combattimento, rincorre a piedi l'auto di Silvius e questi, senza fermare l'auto, gli spiega il motivo dell'improvvisa sparizione dei superpoteri: essi, secondo Silvius spariscono ogni qualvolta Dave veda qualcosa di colore rosso, cioè dello stesso colore dell'esplosione che lo ha reso un poliziotto "superpiù".
A questo punto Dave torna sulle tracce della banda di Torpedo. In occasione di un altro ballo dato da Rosy, Dave usa i superpoteri per farsi dire da uno degli scagnozzi che Rosy è collusa con Torpedo nella banda di falsari e che i dollari falsi vengono coniati su un peschereccio chiamato il "Barracuda" ormeggiato nel porto di Miami. Nel frattempo Dunlop, aiutato dai superpoteri di Dave, balla con Rosy; poco dopo, però, sedotto da quest'ultima e non credendo che ella possa essere collusa con Torpedo, Dunlop svela a quest'ultima il segreto del suo collega.
Dave e Willy raggiungono quindi il "Barracuda" in elicottero, che apparentemente è abbandonato: di conseguenza, Willy si sente sicuro ad entrare da solo nel peschereccio e mandare le informazioni a Dave, rimasto alla guida dell'elicottero. Willy scopre che il "Barracuda" nasconde la stamperia di dollari falsi, e riesce a informare Dave prima di venire immobilizzato nella cella di congelamento dagli scagnozzi di Torpedo. Costoro, per eliminare le prove, affondano il "Barracuda" subito dopo. Dave, non ricevendo più notizie da Dunlop, torna con l'elicottero alla centrale di polizia, ma viene subito arrestato come poliziotto corrotto: al momento dell'arresto, vi è infatti Rosy vestita di rosso, per cui Dave non può usare i superpoteri per fornire le prove sulla colpevolezza di lei.
A questo punto finisce il flashback sulle vicende di Dave e quest'ultimo racconta di essere stato sottoposto ad un processo breve e sommario dove Rosy era sempre riuscita ad intromettersi inibendo i superpoteri di Dave con qualcosa di rosso: il poliziotto "superpiù" è stato quindi condannato a morte e ha capito che il mazzo di fiori rossi posto proprio di fronte alla sedia elettrica è stato mandato da Rosy non come gesto di compassione e affetto, ma come sicurezza che l'esecuzione di Dave abbia successo.
Seduto sulla sedia elettrica, Dave riesce però ad esprimere due ultimi desideri: che gli venga messa in tasca la gomma da masticare che ama tanto e che i fiori rossi siano donati alla cappella del padre predicatore a cui il poliziotto aveva chiesto la benedizione. Riottenuti così i superpoteri, Dave si libera dalla sedia elettrica, fugge sfondando il muro della cella creandosi un'uscita e, giunto al porto con un volo, si getta in mare e raggiunge il relitto del "Barracuda" chiedendo indicazioni ad un pesce. Sul "Barracuda", Dave trova Willy congelato ma ancora vivo e, con la gomma da masticare, gonfia un enorme pallone con cui i due fuggono entrambi dal peschereccio. Volando sopra la città, i due avvistano un idrovolante e Dave afferma che esso trasporta la banda di Mister Torpedo in fuga; questo perché Rosy, venuta a sapere da un telegiornale dell'avvistamento del pallone volante su cui stanno Willy e Dave, ha ordinato a Torpedo e ai suoi scagnozzi di fuggire con lei su un idrovolante da lei pilotato e ha pure preso Evelyine in ostaggio, credendo che questo scoraggi Dave dall'usare i suoi superpoteri.
Dave invece, senza indugio, lascia il pallone, raggiunge a volo l'idrovolante e lo costringe ad atterrare dopo averlo reso immanovrabile per Rosy. Evelyne viene quindi liberata e Rosy, Torpedo e tutta la sua banda vengono arrestati. Dunlop che era rimasto sulla gomma da masticare, pensando che il suo collega lo prendesse al volo usando i suoi poteri, si getta di sotto inconscio che a Dave gli si era incastrato un nastro brillantato di Rosy al piede (inibendogli così la super forza), così quando il super poliziotto lo afferra tutti e due sprofondano in un enorme buca e finiscono in Cina. Quando tutto giunge al bene, giunge anche il matrimonio tra Dave e Evelyne, il poliziotto pensa di vivere una vita con lei facendo anche uso dei suoi superpoteri, ma durante la scena del bacio si scopre che Evelyne si è nel frattempo tinta i capelli di rosso, consapevole che così suo marito non li avrebbe mai più usati.

## Distribuzione
Il film è stato trasmesso in diversi paesi con diversi titoli:
- Stati Uniti d'America: Super Fuzz[1]
- Regno Unito: Super Snooper
- Germania: Der Supercop
- Spagna: El superpoderoso
- Francia: Un drôle de flic
- Ungheria: Szuperzsaru
- Repubblica Ceca: Superpolda
- Svezia: Supersnooper
- Finlandia: Superkyttä
- Polonia: Atomowy glina[3]
- Messico: Super Policia Nuclear
- Romania: Superpolițistul

## Accoglienza
Fantafilm scrive che "Il soggetto richiama, un po' anacronisticamente, le innocue commedie statunitensi a sfondo fantascientifico con gli sbadati protagonisti trasformati in super-uomini [...] dalla bomba atomica. Sergio Corbucci lo adatta su misura alla verve del dinamico Terence Hill [...] e si assicura la simpatia dei nostalgici del cinema di altri tempi assicurandosi la presenza di Ernest Borgnine [...] e di Joanne Dru, qui alla sua ultima apparizione."